# Cenzopapa

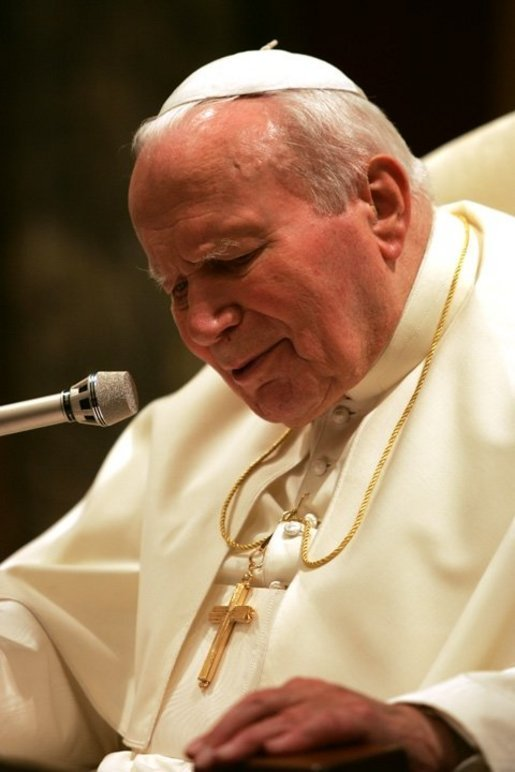
Jan Paweł II

Cenzopapa – mem internetowy wyśmiewający lub obrażający papieża Jana Pawła II albo przedmiot z nim związany. Przybiera zazwyczaj postać obrazka, rzadziej filmu, piosenki lub copypasty.

## Forma i zawartość cenzopap
W memach internetowych Jan Paweł II jest przedstawiany m.in. jako pedofil, złodziej, osoba współodpowiedzialna za zamachy z 11 września 2001 roku czy zbrodniarz pragnący dokonać eksterminacji wszystkich Polaków. Na materiałach pojawia się m.in. obok Adolfa Hitlera, Andrzeja Dudy lub Andersa Breivika. Istnieją także memy, które w swojej treści nie wyśmiewają i nie obrażają samej postaci, ale kpią z kultu Jana Pawła II w Polsce i są przeróbkami dokumentalnych nagrań wypowiedzi papieża. W memach internetowych papież jest nazywany zarówno Janem Pawłem II, jak i Karolem Wojtyłą, a także licznymi przezwiskami, takimi jak Janusz Pawlacz III, Jan Pawulon, Waran Kojtyła czy Bestia z Wadowic.

### Elementy memów
Charakterystycznym elementem cenzopap jest żółta twarz papieża (tzw. żółta morda, zapisywana także z błędami ortograficznymi, w postaci: rzułta morda). Częstym motywem memów są również: godzina 21:37 (godzina śmierci Jana Pawła II) lub sama liczba 2137 oraz akronim JP2GMD, rozwijany jako: Jan Paweł II gwałcił małe dzieci. Wokół owej frazy pojawiło się wiele rymowanek powiązanych z cenzopapami (np. Jan Arktos II więził ludzi Tabalugi, Jan Pawulon II zwiotczał małe mięśnie). Stanowiły one reakcję internautów na działania administracji mediów społecznościowych, które regularnie usuwały treści zawierające pierwotne hasło. Popularne stały się rymowanki zaczynające się od słów Ty Janie (np. Ty Janie ukryty w złocie – wart całe krocie, Ty Janie DHL-u – paczek wielu niszczycielu) oraz inne hasła, stanowiące kompilacje różnych kontekstów, np. absurdalne Rewelacja znad Bałtyku – papież Polak na patyku (jako podpis ilustracji przedstawiającej twarz Jana Pawła II doklejoną do lodów na patyku) lub też Karol – człowiek, który został talerzem (tu jako opis talerza z wizerunkiem Jana Pawła II, sam tytuł stanowi parodię tytułu filmu Karol. Człowiek, który został papieżem). Wśród haseł pojawiają się także wypowiedzi Jana Pawła II, pochodzące z programu dla dzieci Ziarno z 1991 roku.
W niektórych memach pojawiają się kremówki. Motyw ten stanowi żart zarówno z wypowiedzi Jana Pawła II, który podczas podróży apostolskiej do Polski dnia 16 czerwca 1999 roku na wadowickim rynku wspomniał, że po maturze miał chodzić ze swoimi kolegami na kremówki, jak i z bardzo dużej popularności tych ciastek w Wadowicach.
Z kolei w nawiązaniu do symbolicznej godz. 21:37, wielu internautów umieszcza posty z memami i żartami dotyczącymi Karola Wojtyły oraz w sposób ironiczny wykonuje Barkę, powszechnie uważaną za ulubioną pieśń Jana Pawła II.

### Copypasty
Cenzopapą są nazywane również copypasty. Za najsłynniejszą uważa się Pastę o rozumie i godności człowieka. Utwór jest fikcyjną odpowiedzią głęboko wierzącego Polaka-katolika, który jest oburzony treścią memów dotyczących Jana Pawła II. Copypasta stała się popularna po tym, jak jedna z internautek zadzwoniła do interaktywnego programu Rozmównica w stacji Religia.tv, gdzie po połączeniu się z dominikaninem o. Pawłem Gużyńskim zaczęła mówić o tym utworze. Inną copypastą o Janie Pawle II jest utwór Dziady cz. 2137. Kremówkarz Wojtyła. Sama forma tekstu opiera się na Dziadach część II Adama Mickiewicza. W parodii Jan Paweł II nie może dostać się do nieba, gdyż za życia krzywdził seksualnie dzieci. Istnieje również pasta o komendancie Wadowitzu, w którym należy dopatrywać się Jana Pawła II. W opowiadaniu tytułowy komendant odpowiada za szturm na polską wieś, pacyfikację ludności i zniszczenie kościoła. Sam komendant jest pokazany jako osoba nienawidząca polskiej, katolickiej hołoty. Inne copypasty o Karolu Wojtyle przybierają kształt wulgarnego persyflażu oficjalnych tekstów adoracyjnych.
Pojawiające się w copypaście Pasta o rozumie i godności człowieka pojęcie „rozum i godność człowieka” i powstały od niej skrót „RiGCz” przeszły do slangu internetowego i są one stosowanie poza pierwotnym kontekstem. Do slangu przeszły również czasowniki „odjaniepawlać” i „odjaniepawlić (się)”. Według definicji „odjaniepawlać” oznacza robić coś bez sensu, niekiedy szkodliwego dla innych oraz zaskakującego. Czasowniki zgłoszono do plebiscytu Młodzieżowe Słowo Roku w 2017 roku.

### Filmy, utwory oraz gry
Do cenzopap należą również filmy, utwory muzyczne (zarówno parodie, jak i remiksy w gatunku hardstyle) i gry komputerowe, przedstawiające Jana Pawła II w złym świetle. W Internecie dostępny jest dziewięciominutowy film Seryjni mordercy – Bestia z Wadowic. Wideo jest fragmentem prawdziwego filmu dokumentalnego, do którego wmontowano fotografie Jana Pawła II. W filmie papież jest przedstawiony jako nazista, mający związek z działalnością Josefa Mengele. Ponadto powstały piosenki Miasto Bestii Wadowice (wulgarna parodia piosenki Moje miasto Wadowice) i cykl Papajaka Watykaniaka, gdzie Jan Paweł II jest przedstawiany jako pedofil. Powstały również albumy muzyczne Hardbass Wadowice i 2138, zawierające utwory, których motywem przewodnim są m.in. wypowiedzi Jana Pawła II lub osób z nim związanych.
W dwóch amatorskich grach platformowych Wolyn Assault gracz wciela się w postać papieża i musi spełnić misję na Wołyniu. W grze The Medium, autorstwa krakowskiego studia Bloober Team, w jednej z lokalizacji można było znaleźć napis „Bestia z Wadowic”, który po odkryciu przez graczy i poruszeniu tematu przez media został usunięty. Istnieje również wirus komputerowy Watykańczyk, który po uruchomieniu m.in. wyświetla na pulpicie memy związane z Janem Pawłem II i odtwarza Barkę.

## Historia
Pierwsze cenzopapy pojawiły się na polskich imageboardach ok. 2009 roku. Stanowiły one formę internetowego trollingu, którego celem było wyłącznie zszokowanie bądź oburzenie odbiorcy. Ze względu, że postać Jana Pawła II jest otaczana kultem wśród dużej części Polaków, stanowił on dla trollujących internautów materiał najbardziej efektywny. Wraz z serialem komediowym Kapitan Bomba cenzopapy uchodzą za polskie przykłady shock comedy – rodzaj gatunku komediowego, w którym żarty mają na celu wywołanie szoku u odbiorcy.
Pierwotnie cenzopapami były materiały pornograficzne, gdzie twarz Jana Pawła II zakrywała miejsca stref intymnych lub twarze aktorów. Z czasem cenzopapami zaczęto nazywać wszystkie memy związane z papieżem, a treść memów uległa złagodzeniu. Niektóre materiały oznaczono logiem portalu Wykop.pl. W rzeczywistości autorami materiałów nie byli użytkownicy tego portalu, a internauci z imageboardów, skłóceni z portalem Wykop.pl.

## Powody powstawania cenzopap
Początkowo cenzopapy stanowiły formę internetowego trollingu, którego celem było wywołanie szoku lub oburzenia wśród odbiorców. Postać Jana Pawła II, ze względu na swój wyjątkowy status i kult otaczający go wśród znacznej części polskiego społeczeństwa, była szczególnie atrakcyjnym obiektem dla tego typu działań.
Zdaniem badaczy kultury internetowej Marcina Garbowskiego i Macieja Kapka, cenzopapy powstają jako reakcja na kult Jana Pawła II w Polsce i przesadne uwielbienie papieża, rodzaj prowokacji wobec osób starszych lub bardziej wrażliwych na treści obrazoburcze bądź też powstają w wyniku młodzieńczego buntu. Cenzopapy przedstawiające Jana Pawła II jako pedofila stanowią reakcję wobec skandali związanych z pedofilią w Kościele katolickim i tuszowaniu ich przez kościelnych hierarchów. Popularność godziny 21:37 wynika prawdopodobnie z przesadnego relacjonowania ostatnich dni życia Jana Pawła II, kiedy to znajdujący się w Watykanie dziennikarze na bieżąco przekazywali Polakom informacje na temat stanu zdrowia i procesu umierania papieża.

## Reakcja internautów
Część cenzopap jest zgłaszana przez użytkowników i usuwana przez moderatorów portali internetowych. Istniejący w latach 2012–2013 fanpage na Facebooku Jan Paweł Drugi zajebał mi szlugi był wielokrotnie zawieszany przez administrację portalu. Kontrowersje wzbudziło utworzenie w 2016 roku na Facebooku wydarzenia Mistrzostwa Polski w szkalowaniu papieża. Czas wydarzenia ustawiono na 2 kwietnia 2017 roku na godzinę 21:37. Kierowany przez Ryszarda Nowaka Ogólnopolski Komitet Obrony przed Sektami i Przemocą złożył zawiadomienie do Prokuratora Generalnego ws. znieważenia Jana Pawła II. Zawiadomienie zostało przekazane Prokuratorze Warszawa-Mokotów, która nie dopatrzyła się przekroczenia prawa. Decyzją Prokuratury, internauci nie naruszyli dobrego imienia Jana Pawła II, ponieważ można znieważyć jedynie osobę żyjącą.
Część internautów świętowała w 2017 roku wystawienie przedstawienia Klątwa chorwackiego reżysera Olivera Frljicia, traktując wydarzenie jako wkroczenie cenzopapy do kultury wysokiej.
Pojawiły się próby stworzenia anglojęzycznych cenzopap, jednak powstałe memy nie stały się popularne.

## Cenzopapy w kulturze popularnej
Za cenzopapę uchodzi imię i nazwisko Jana Pawła Adamczewskiego, głównego bohatera serialu komediowego 1670. Jan Paweł Adamczewski przedstawiony jest jako stereotypowy szlachcic, dążący do bycia najsławniejszym Janem Pawłem w historii Polski.